# Don't Be Afraid of the Dark
Don't Be Afraid of the Dark är en amerikansk-australisk-mexikansk fantasyskräckfilm från 2010, skriven av Guillermo del Toro och Matthew Robbins, samt regisserad av Troy Nixey, som med den här filmen gör regidebut. Denna film är en nyinspelning av TV-kanalen ABC:s TV-film med samma namn från 1973. Huvudrollerna spelas av Katie Holmes, Guy Pearce och Bailee Madison, tillsammans med Jack Thompson, som innehar en stödroll.
Filmen hade biopremiär i USA den 26 augusti 2011, följt av 23 september i Sverige. Den fick blandade recensioner från kritiker, som berömde Holmes, Pearce och Madison för deras framträdanden, samt även regi, atmosfär och musik. Det fanns dock en brist på originalitet och "jump scares" i filmen, något som kritikerna kritiserade. Filmen drog in 38,3 miljoner dollar, mot en tidigare satt budget på 25 miljoner dollar.
Inspelningen av filmen ägde rum på australiska Drusilla Mansion i Mount Macedon, samt i Melbourne.

## Handling
Filmens handling utspelar sig på fiktiva Blackwood Manor, beläget i Providence County, i den amerikanska delstaten Rhode Island. Där bor den kände viltmålaren Emerson Blackwood med sin son, under 1800-talet. När fadern och sonen under mystiska omständigheter försvinner spårlöst, ser inredningsarkitekten Alex Hurst och hans flickvän Kim Raphael chansen att återigen rusta upp huset för att sedan lägga ut det till försäljning. Med sig har de även Alex åttaåriga dotter Sally, som blivit tvungen att bo tillsammans med dem.
Sally går på upptäcktsfärd i huset, tills hon kommer fram till dess gömda källare. Trots att hon har blivit tillsagd att inte gå ner dit gör hon det ändå, eftersom hon hör mystiska röster som kallar på henne från en asklåda. Hon skruvar bort bultarna, som sitter fast på asklådans lock, och upptäcker "ägarna" till dessa röster, vilket blir en början på mardröm.

## Rollista
| Bailee Madison | – Sally Hurst       |
| Katie Holmes   | – Kim Raphael       |
| Guy Pearce     | – Alex Hurst        |
| Jack Thompson  | – William Harris    |
| Alan Dale      | – Charles Jacoby    |
| Trudy Hellier  | – Evelyn Jacoby     |
| Julia Blake    | – Mrs. Underhill    |
| Garry McDonald | – Emerson Blackwood |
| Nicholas Bell  | – Psykiater         |
| James Mackay   | – Bibliotekarie     |
| Emelia Burns   | – Matleverantör     |